# United States Army Reserve
Pour les articles homonymes, voir Armée de réserve.
L'United States Army Reserve (en français : « l'armée de terre de réserve des États-Unis »), abrégée en US Army Reserve, est l'armée de réserve fédérale de l'US Army (l'armée de terre des États-Unis). Elle est constituée en 1908.
Ensemble, l'US Army Reserve et l'Army National Guard constituent les forces de réserve de l'US Army. Son quartier général, l'United States Army Reserve Command, est installé à Fort Bragg, en Caroline du Nord.
Les militaires de l'US Army Reserve peuvent être des militaires qui :
- ont quitté l'armée après une période de service ;
- se sont inscrits directement dans le corps.

Les militaires de l'US Army Reserve participent généralement à un entraînement ou effectuent un service à raison d’un week-end par mois (devoir d'entrainement) ou pendant deux semaines continues une fois par an (entraînement annuel). De nombreux réservistes sont organisés en unités de l’US Army Reserve, alors que d'autres servent directement dans l'US Army pour augmenter les effectifs en service.
En 2005, elle comptait 189 000 réservistes et 52 000 d'entre eux étaient « activés ». La plupart d'entre eux servent aux États-Unis pour remplacer des soldats d'active envoyés outre-mer. En 2005, 17 000 réservistes se trouvaient en Irak et 2 000 en Afghanistan.
En 2009, les effectifs de l'US Army Reserve étaient de 205 000 personnes.
En 2013, elle compose 20 % des unités de l’US Army et dispose de 5 a 6 % du budget de l’armée de terre d’active.
En février 2014, son effectif est le même mais le département de la Défense propose 10 000 suppressions de postes jusqu'en 2017.
Au 1er novembre 2020, son effectif est de 188 703 personnes.